# Max Amling
Max Amling (* 28. April 1934 in Eibelstadt; † 7. April 2017 in Friedberg, Bayern) war ein deutscher Politiker (SPD).

## Leben
Max Amling war von Beruf Installateur und als Jugendsekretär beim DGB tätig. Von 1970 bis 1981 DGB-Vorsitzender im Kreis Augsburg. Er trat 1952 in die SPD ein, schloss sich den Jusos an und war von 1962 bis 1969 deren Vorsitzender in Augsburg. Von 1966 bis 1972 war er Mitglied im Augsburger Stadtrat und dabei von Juni bis November 1972 stellvertretender Vorsitzender der SPD Stadtratsfraktion.
Amling war vom 13. Dezember 1972 (7. Wahlperiode) bis 20. Dezember 1990 (11. Wahlperiode) Abgeordneter im Deutschen Bundestag. Sein Ersteinzug erfolgte als Direktkandidat für den Bundestagswahlkreis Augsburg, die nachfolgenden über die SPD-Landesliste.

## Auszeichnungen
- 1972: Silberner Ehrenring der Stadt Augsburg
- 1984: Bayerischer Verdienstorden
- 1986: Bundesverdienstkreuz 1. Klasse